# Wilhelm Stoltz
August Wilhelm Stoltz, född den 6 oktober 1909 i Malmö, död den 6 december 1985 i Helsingborg, var en svensk jurist. Han var son till August Stoltz och bror till Carl-Axel Stoltz.
Stoltz avlade studentexamen i Malmö 1928 och juris kandidatexamen vid Lunds universitet 1935. Han genomförde tingstjänstgöring i Mellersta Värends domsaga 1935–1938. Stoltz blev extra fiskal i Göta hovrätt 1939, adjungerad ledamot där 1946, assessor i Hovrätten för Västra Sverige 1950 (extra ordinarie 1948), tillförordnat kansliråd i Kommunikationsdepartementet 1951(–1953), hovrättsråd 1953 och revisionssekreterare 1957 (tillförordnad 1953). Han var häradshövding i Norra Åsbo domsaga 1962-1970 och lagman i Klippans tingsrätt 1971–1975. Stoltz var sekreterare och ledamot i flera statliga utredningar och kommittéer. Han var vice ordförande i Statens trafiksäkerhetsråd 1952–1963. Stoltz blev riddare av Nordstjärneorden 1956 och kommendör av samma orden 1971. Han vilar på Gråmanstorps kyrkogård.